# Pionki (comune rurale)
Pionki è un comune rurale polacco del distretto di Radom, nel voivodato della Masovia.
Ricopre una superficie di 230,82 km² e nel 2004 contava 9 843 abitanti.
Il capoluogo è Pionki, che non fa parte del territorio ma costituisce un comune a sé.